# Pitjis
Pitjis (Pitis) – cynowe lub ołowiane monety odlewane od XVII w., do 1903 r. na wyspach indonezyjskich, głównie na Jawie i Sumatrze, oraz na Półwyspie Malajskim, w kształcie okrągłym, ośmiokątnym, z otworem pośrodku i innym, o masie 0,12 – 4,70 grama, o wartości 1/460 talara hiszpańskiego, przedstawiające napisy arabskie, rzadziej chińskie.